# Высочанский поселковый совет
Высоча́нский поселковый совет — входит в состав Харьковского района Харьковской области Украины.
Административный центр поселкового совета находится в пгт Высокий.

## История
- ? - дата образования сельского совета депутатов.
- 1938 — дата переименования сельского совета в поселковый в связи с присвоением статуса посёлок.

## Населённые пункты совета
- пгт Высокий
- посёлок Новая Березовка